# Aydınşeyh, Balışeyh
Aydınşıh là một xã thuộc huyện Balışeyh, tỉnh Kırıkkale, Thổ Nhĩ Kỳ. Dân số thời điểm năm 2010 là 290 người.